# ペルセース
ペルセース（古希: Πέρσης, Persēs）は、ギリシア神話の神、あるいは人物である。長母音を省略してペルセスとも表記される。
- クレイオスの子
- ペルセウスの子
- ヘーリオスの子
- エチオピアの武将

などが知られている。以下に説明する。

## クレイオスの子
このペルセースは、ティーターンの1人クレイオスとポントスの娘エウリュビアーの子で、アストライオス、パラースと兄弟。ペルセースはコイオスとポイベーの娘アステリアーを妻とし、ヘカテーをもうけた。

## ペルセウスの子
このペルセースは、ペルセウスとアンドロメダーの子である。ペルセウスとも。
ペルセウスはアンドロメダーと結婚し、ともにアルゴスに帰るとき、アンドロメダーの父ケーペウスに男子がいなかったため、跡継ぎのためにペルセースをエチオピアに残した。ペルシアの名はペルセースに由来し、ペルセースはペルシア王家の祖であるという。ヘーロドトスの伝えるところでは、アケメネス朝の王クセルクセス1世はギリシアとの戦争の前にペルセウスの祖国アルゴスに使者を派遣し、自分はペルセウスの子ペルセースの子孫であり、我々は同族同士であるためお互いが戦うことがないよう自国から動かないことを求めた。

## ヘーリオスの子
このペルセースは、太陽神ヘーリオスとペルセーイスの子で、アイエーテース、キルケー、パーシパエーと兄弟。コルキス王アイエーテースの娘メーデイアがアルゴナウタイとともにコルキスから逃亡した後、ペルセースはアイエーテースを追放して王となった。しかし後にコルキスに戻ってきたメーデイアに殺されたとも、アテーナイ王アイゲウスとメーデイアの子メードスに殺されたともいう。シケリアのディオドーロスは、ペルセースはタウリケーの王で娘ヘカテーの父であり、キルケー、メーデイア、アイギアレウスの祖父としている。

## エチオピアの武将
このペルセースは、エチオピア人で、トロイア戦争のさいメムノーンとともにトロイアを救援した。